# Communication interculturelle
Pour un article plus général, voir Interculturel.

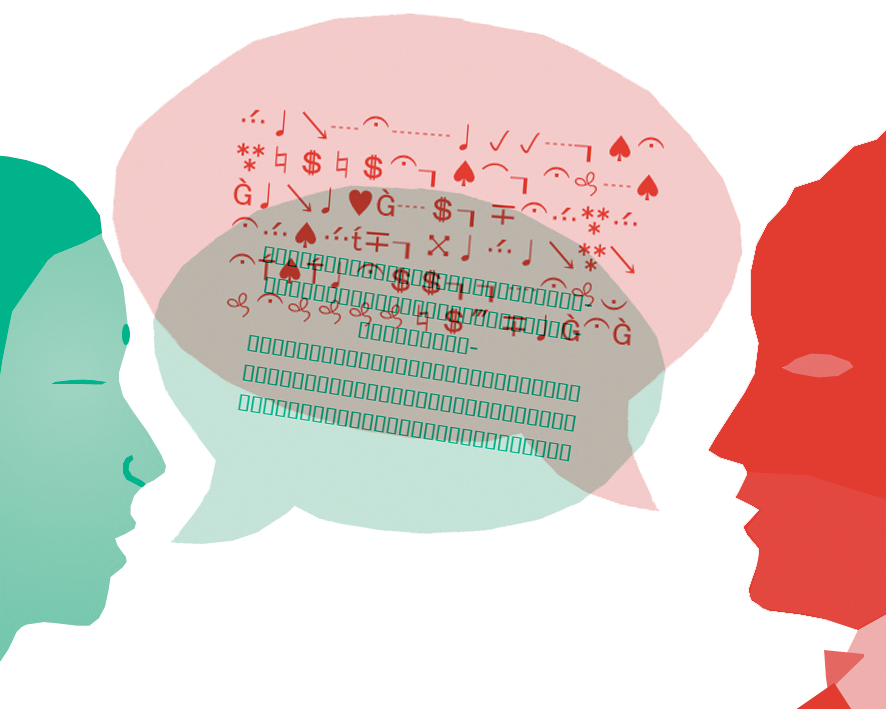
Communication interculturelle.

La communication interculturelle est l’étude de la communication interpersonnelle entre individus de cultures différentes. Celle-ci est plus précisément « un processus transactionnel, symbolique impliquant l’attribution d’une signification entre personnes de cultures différentes ». 
Cette discipline, au confluent de plusieurs champs d'étude tels que la linguistique ou l’anthropologie, est née après la deuxième guerre mondiale aux États-Unis. Les travaux de Edward T. Hall sont les précurseurs de cette discipline. À partir des années 1960, un grand nombre de chercheurs se penche sur ce thème et ils produisent plusieurs théories. Celles-ci se regroupent selon deux grands courants de la psychologie interculturelle. Le premier est celui de la communication interculturelle comparative : les chercheurs comparent la communication au sein de cultures différentes. Le deuxième consiste en la communication interculturelle interactionniste : les chercheurs étudient la communication entre individus de cultures différentes. Certains auteurs proposent une classification de ces théories en cinq catégories qui se situent tantôt dans le courant de la communication interculturelle comparative, tantôt dans celui de la communication interculturelle interactionniste.
Grâce à cette littérature, des programmes de formations relatifs à la communication interculturelle ont été développés. De plus, des chercheurs ont mis en évidence des compétences à mobiliser dans le cadre d’interactions interculturelles.

## Définition
La définition de la communication interculturelle en tant que communication interpersonnelle entre individus de cultures différentes appartient à l'approche interactionniste. Il s'agit de la définition la plus utilisée. Toutefois, cette définition peut paraître un peu réductrice car elle ne rend pas compte de tous les angles d'analyse existants. Pour cette raison, donner une définition unique et exhaustive de la communication interculturelle est difficile. De plus, la communication interculturelle se situe à l’intersection de plusieurs disciplines telles que la communication, l'anthropologie, la sociologie et la psychologie. Il est donc nécessaire de l'envisager en fonction de l'angle d'analyse et des théories qui s’y rapportent. 

### Trois angles d’analyse
Comparatif - Interactionniste
Ce niveau d'analyse est celui le plus couramment adopté par les chercheurs. Les chercheurs utilisant le niveau d’analyse de la communication interculturelle comparative comparent la communication au sein de cultures différentes. Ils comparent les cultures selon divers critères comme les valeurs, les attitudes, la cognition, etc., tandis que les chercheurs utilisant un niveau d’analyse de la communication interculturelle interactionniste étudient la communication entre individus de cultures différentes. Ils s’intéressent donc plus particulièrement aux contacts culturels.
Interpersonnel - Intergroupe
Le contact ou la communication peut s’envisager à un niveau interpersonnel lorsque l’interaction concerne deux ou plusieurs individus du même groupe ou intergroupe lorsque les personnes qui communiquent appartiennent à deux groupes différents. En psychologie sociale, le groupe se définit comme « deux personnes ou plus qui entrent en interaction, qui ont des buts communs, qui entretiennent une relation relativement stable, qui présentent une certaine interdépendance et qui se perçoivent comme faisant partie d'un groupe, ».
Objectiviste - Subjectiviste
Burrel et Morgan distinguent les théories selon leur approche objectiviste ou subjectiviste. L’approche objectiviste étudie les interactions selon l’hypothèse de l’existence d’un « monde réel ». Les interactions sont donc analysées selon un point de vue externe à l’individu, de manière scientifique et systématique. En revanche, les subjectivistes considèrent qu’il n’y a pas de « monde réel » et que les phénomènes sont vécus intérieurement par les personnes. Les interactions sont donc étudiées du point de vue des individus à travers les perceptions personnelles des situations. 

## Historique

### Contexte d'émergence
Après la Seconde Guerre mondiale, les États-Unis mettent en place le plan Marshall afin de venir en aide aux pays européens affaiblis par la guerre. Ils l’élargissent ensuite en aidant d’autres continents comme l’Afrique ou l’Asie. C'est à Edward T. Hall, anthropologue, que revient la formation des Américains — militaires et diplomates — partant à l’étranger. Il conceptualise alors le domaine de la communication interculturelle, notamment à travers son livre Le Langage silencieux.

### Edward T. Hall (1914-2009)
Dans l’élaboration de ses travaux,  Hall a été influencé par le concept d’inconscient développé par Freud. Celui-ci est important car dans la  communication non verbale, un grand nombre d’éléments ne sont pas exprimés de manière consciente. Hall s'inspire également des travaux de Charles Darwin et notamment de l’ouvrage L'Expression des émotions chez l'homme et les animaux datant de 1872, dans lequel celui-ci développe des notions éthologiques de la proxémie - concept développé par la suite par Hall -  et de la communication non verbale. La proxémie est l'étude de l'espace entre les individus lors des interactions, en lien avec la culture dans laquelle ils baignent.
Son Œuvre
D’après les recherches de Hall, il existerait différentes façons de communiquer selon la culture. Celles-ci sont catégorisées en trois dimensions culturelles. La première est le rapport à l’espace : il existerait différents types de distances interpersonnelles (intime, personnelle, sociale, publique). La deuxième met en évidence deux contextes différents de communication selon les cultures. Le premier est le «contexte fort» dans lequel les individus échangent peu d’éléments, l'essentiel de l'information se situant au niveau du contexte social. Le second contexte est le «contexte faible» : les individus échangent un grand nombre d’informations, le contexte donnant peu de renseignements sur la relation. Enfin, la perception du temps diffère selon les cultures. Ainsi, il peut être perçu comme monochronique, ce qui correspond à une vision linéaire du temps : les activités se succèdent et ne peuvent pas être réalisées simultanément. Dans d’autres cultures, le temps est polychronique : les individus ont une vision fluctuante du temps, et plusieurs activités peuvent être effectuées simultanément. 
Hall a donc ouvert la voie à la réflexion sur les normes culturelles implicites qui gouvernent nos interactions. À la suite de son travail, de nombreux chercheurs ont pensé la question de la communication interculturelle en établissant plusieurs modèles.

### William Gudykunst
Les travaux de William Gudykunst sont très nombreux et influents dans le domaine de la communication interculturelle. Son modèle de la gestion de l'anxiété et de l'incertitude  (ci-dessous) est l'un des plus importants dans ce champ de recherche. Gudykunst est l'auteur de Intercultural Communication Theory et Theorizing About Intercultural Communication, deux ouvrages de référence en communication interculturelle dans lesquels il propose une typologie des approches théoriques de ce champ d'études. En plus, sur le livre Asian American Ethnicity and Communication il a fait une analyse sur les cinq groupes asiatiques majoritaires aux États-Unis, en montrant que les généralisations de la culture asiatique ne fonctionnent pas toujours, car chaque pays a son propre héritage culturel.   

## Communication interculturelle en cinq catégories selon Gudykunst
En 2002, le champ de la communication interculturelle comptait une quinzaine de théories recouvrant les différents aspects de celle-ci. Gudykunst propose une division de ces théories en 5 catégories, selon l'importance accordée aux résultats, à l'accommodation, à l'identité, aux réseaux de communication, à l'acculturation et l'ajustement.

### Résultats
La première catégorie comprend les théories centrées sur la communication effective qui s’intéressent spécifiquement aux résultats de la communication. On retrouve dans ce groupe la théorie de la prise de décision effective au sein de groupes interculturels de J. G. Oetzel ainsi que la théorie de la Convergence Culturelle et celle de la gestion de l’anxiété/incertitude.

#### Théorie de la Convergence Culturelle
Cette théorie est basée sur le modèle de convergence de la communication de Kincaid. Ce dernier définit la communication comme « un processus durant lequel deux ou plusieurs personnes/groupes partagent de l’information dans le but d’atteindre une compréhension commune de soi et d’autrui ainsi que du monde dans lequel ils vivent ». Selon le modèle de la convergence de la communication, les personnes ou groupes convergent vers une compréhension commune, sans toutefois atteindre la compréhension parfaite. Ce modèle servira de base à Barnett et Kincaid pour développer la théorie de la convergence culturelle. Cette dernière fonctionne selon le principe de la thermodynamique. Ainsi, lorsque deux personnes ou groupes de cultures différentes sont en contact et communiquent, ils tendraient à aller vers une uniformité culturelle. Cette théorie a été appliquée par Kincaid, Yum, Woelfel et Barnett dans un contexte d’immigration pour expliquer la convergence entre la culture du pays d’accueil et la culture du groupe immigrant.

#### Théorie de la gestion de l’anxiété/incertitude

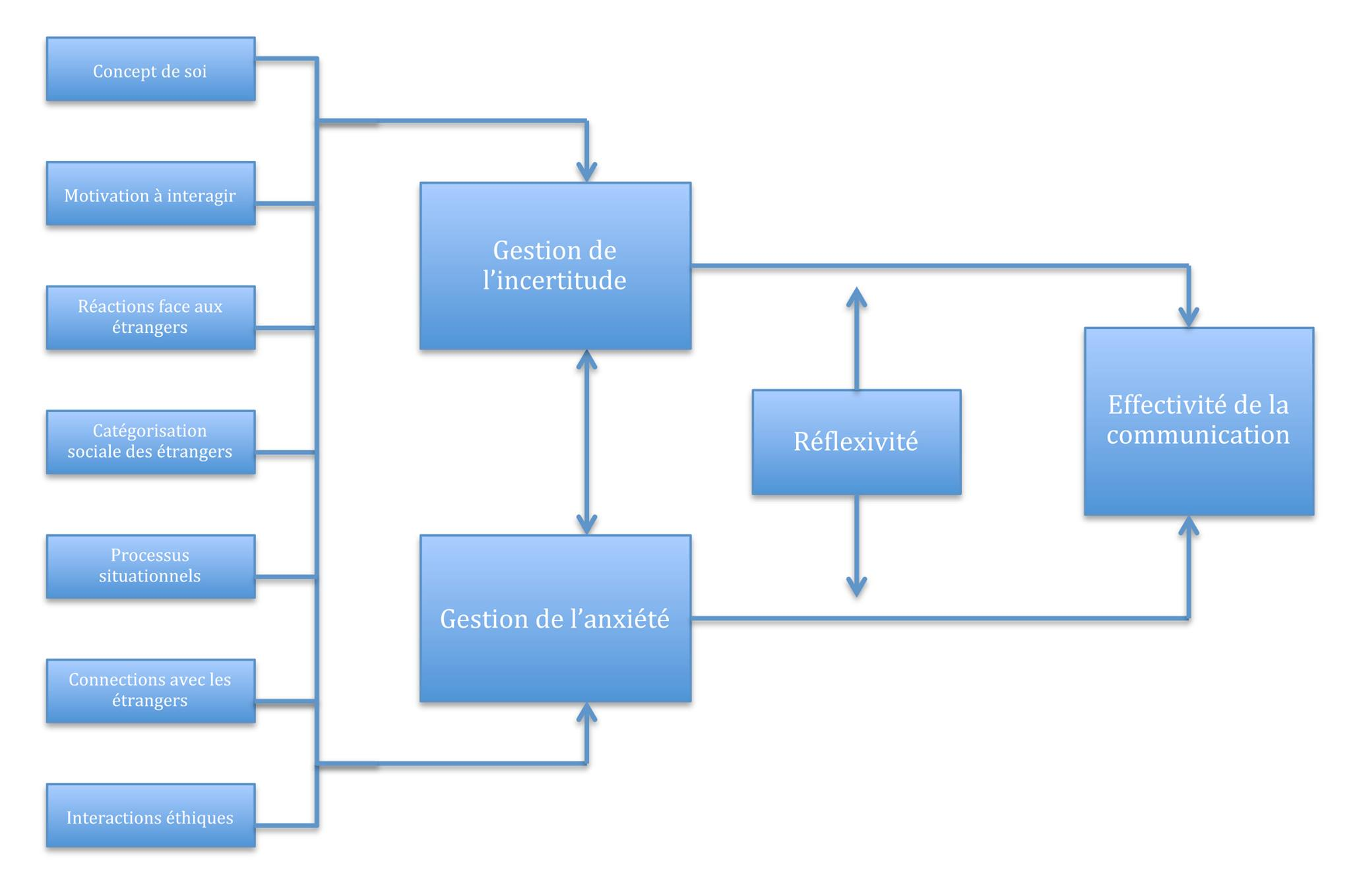
Gestion de l'incertitude et de l'anxiété : modèle de Gudykunst.

Selon cette théorie, les rencontres et la communication interculturelle provoquent de l’incertitude et de l’anxiété. La façon dont les protagonistes vont gérer cette incertitude/anxiété déterminera l’effectivité ou l’efficacité de la communication. Selon Gudykunst, la notion d’incertitude renvoie au fait qu’on ne peut pas prédire les comportements et attitudes de l’autre et donc le résultat de la rencontre. Quant à l’anxiété, elle renvoie à cette sensation d’inquiétude, d’inconfort, d’être soucieux… Si les différences culturelles sont grandes, alors l’incertitude et l’anxiété seront d’autant plus grandes. Le modèle de Gudykunst est composé de plusieurs éléments. Tout d’abord, il distingue sept causes de surface : le concept de soi, la motivation à interagir, les réactions face aux étrangers, la catégorisation sociale des étrangers, les processus situationnels, les connexions avec les étrangers et les interactions éthiques. Ces causes de surface sont liées aux causes basiques que sont l’anxiété et l’incertitude. Ces deux catégories de causes sont reliées par 47 axiomes énoncés par Gudykunst. L'axiome 17, qui relie la catégorisation sociale des étrangers aux deux causes basiques postule par exemple : « Plus nous percevons de similarités entre nous et les étrangers, moins nous sommes anxieux et plus nous sommes capables de prédire leur comportement ». L'axiome 34 portant sur les interactions ethniques dit par exemple : « Le fait d’inclure les étrangers dans notre communauté morale produit une diminution de l’anxiété ».
Ensuite, la réflexivité est décrite comme étant un processus permettant de modérer les effets des causes basiques - incertitude et anxiété - sur le niveau d'effectivité de la communication. En effet, la réflexivité va permettre de faire attention à la façon dont nous allons nous comporter et penser la situation de rencontre interculturelle. L’inadvertance est le contraire de la réflexivité ; elle peut provoquer des tensions et des malentendus dans la communication. Finalement, la communication est effective lorsque le message compris par notre interlocuteur est similaire ou proche de ce que nous avons voulu communiquer. Cette effectivité n’est atteinte que lorsque nous sommes à un niveau intermédiaire d’incertitude et d’anxiété. Gudykunst envisage des seuils minimum et maximum d’incertitude et d’anxiété au-delà desquels la communication n’est plus effective. Un seuil minimum d’incertitude et d’anxiété est donc nécessaire.

### Accommodation
La deuxième catégorie proposée par Gudykunst comprend les théories en lien avec l’accommodation dans lesquelles les manières dont les individus s’adaptent l’un à l’autre sont analysées. Dans celle-ci, on retrouve la théorie de l'adaptation interculturelle d'Ellingsworth, la théorie co-culturelle et la théorie de l'accommodation communicative (en).

#### Théorie co-culturelle
D'après Orbe, il y aurait plusieurs cultures dans une même société. La culture dominante, qui peut s'exprimer librement et la ou les co-cultures qui sont minoritaire(s) ou « silencieuse(s) ». La théorie co-culturelle envisage l’adaptation de la communication des membres d’une co-culture dans une situation d’interaction avec des membres de la culture dominante. Cette théorie considère le(s) groupe(s) de la co-culture comme étant le(s) groupe(s) minoritaire(s) ou le(s) moins favorisé(s) dans la société. La théorie est applicable selon deux prémisses. Premièrement, « le groupe co-culturel doit être marginalisé dans la société dominante ». Deuxièmement, « le groupe co-culturel utilise des styles ou orientation de communication pour se faire entendre auprès du groupe dominant ». Dès lors il existe trois résultats possibles lors de ces interactions : l’assimilation, l’accommodation et la séparation. Lorsqu’il y a assimilation, il n’y a plus de différences, les membres de la co-culture se conforment au groupe dominant et font partie de celui-ci. L’accommodation permet de maintenir les différences pour tendre vers un pluralisme culturel où le groupe dominant accepte et intègre la co-culture. Si l’issue est la séparation, il n’y a pas de lien possible entre les groupes. D’autres facteurs tels que les expériences, les habiletés, le contexte situationnel, les coûts et bénéfices perçus influencent la manière dont les membres de la co-culture communiquent avec le groupe dominant. Finalement, Orbe propose 9 orientations de communication en croisant l’assimilation, l’accommodation et la séparation avec l’assertivité, la non-assertivité et l’agressivité. L'assertivité est un concept souvent utilisé en sciences humaines qui signifie l'expression de son point de vue tout en étant respectueux de l'autre.

#### Théorie de l’Accommodation Communicative
Celle-ci sera explicitée  ci-dessous.

### Identité
Gudykunst rassemble dans un troisième groupe les théories centrées sur la négociation de l’identité à travers les relations interculturelles. Elle inclut la théorie de l'identité culturelle, la théorie de la gestion de l'identité ainsi que celle que la négociation de l'identité.

#### Théorie de la gestion de l’identité
Cette théorie s’inspire des travaux d’Erving Goffman sur la présentation de soi et la négociation de la face. Les identités sont envisagées comme étant multiples et déterminant nos comportements et notre motivation. Cupach et Imahori, envisagent la communication interculturelle - impliquant des protagonistes de cultures différentes - et intra-culturelle - rassemblant des protagonistes de la même culture. Selon ces auteurs, dans ces deux types d’interactions, les individus mettent en avant leurs identités relationnelles et culturelles pour présenter et maintenir leurs faces. Les compétences communicationnelles dont ils disposent vont leur permettre d’interagir et de maintenir la face. Toujours selon Cupach et Imahori, les personnes sont souvent moins compétentes dans la communication interculturelle et par faute de connaissance de la culture de l’autre, ils utilisent des stéréotypes pour définir les identités culturelles d'autrui. Pour devenir compétent dans la communication interculturelle, Cupach et Imahori envisagent de passer par trois phases cycliques. La première est la phase « d’essai-erreur » où les individus vont chercher des similarités ou des identités communes avec l’Autre. La deuxième phase consiste en un maillage lors de laquelle nous allons converger vers une identité commune malgré nos différences. Troisièmement, il faut renégocier les identités culturelles sur base de celles qui ont été créées à la deuxième phase.

#### Théorie de la négociation de l’identité
Cette théorie qui sera explicitée ci-dessous peut également être classée dans cette catégorie.

### Réseaux de communication
La quatrième catégorie est celle des théories se focalisant sur les réseaux de communication entre individus de cultures différentes. Selon Gudykunst, dans ces théories, l’essentiel des compétences communicationnelles se situe dans la relation. Elle comprend la théorie des réseaux et acculturation de Smith, mais également la «Networks and Outgroup Communication Competence Theory» et la théorie des réseaux intra-culturels versus interculturels.  

#### Networks and Outgroup  Communication Competence Theory
Cette théorie aborde les compétences communicationnelles avec un exogroupe. Selon Kim, il existe un lien entre la composition du réseau de communication personnel et la maîtrise de ces compétences communicationnelles. Kim propose 3 théorèmes pour cette théorie. La présence de membres de l’exogroupe dans notre réseau personnel, la centralité de ceux-ci au sein du réseau, la fréquence des contacts et la force du lien avec ces membres vont permettre d’améliorer les compétences communicationnelles.

#### Théorie des réseaux intra-culturels versus interculturels
Celle-ci postule les différences entre ces deux types de réseaux à travers 6 théorèmes. Dans un réseau intra-culturel, les membres partagent tous la même culture et il y a peu de différences entre eux. En revanche, dans un réseau interculturel, les membres ne partagent pas la même culture et il existe plus de différences entre eux. Les théorèmes envisagent les différences entre les deux réseaux selon plusieurs facteurs. Yum les compare selon le lien qui unit les membres entre eux, la densité du réseau, la multiplicité des messages qui sont transmis, la force du lien qui unit les membres et la transitivité des amitiés.

### Acculturation et ajustement
La cinquième catégorie comprend les théories accordant une importance à l’acculturation et à l’ajustement. On y retrouve notamment la théorie de la communication et acculturation de Kim, la théorie de la gestion de l'anxiété/incertitude de l'ajustement interculturel et la théorie de la communication dans les états d'assimilation, de déviance et d'aliénation.

#### Théorie de la gestion de l’anxiété/incertitude de l’ajustement interculturel
Cette théorie ressemble beaucoup à la version originale de Gudykunst, déjà décrite ci-dessus. Alors que la version originale envisage la situation de rencontre entre une personne et un membre d’une culture étrangère du point de vue du membre de la culture nationale, cette théorie analyse les choses du point de vue de l’étranger qui rencontre un membre de la culture nationale. Les causes de surfaces deviennent alors : concept de soi, motivation à interagir avec les hôtes, réactions face aux hôtes, catégorisation sociale des hôtes, processus situationnels et connexions avec les hôtes. Les causes basiques sont identiques à celles de la version originale : la gestion de l’anxiété et de l’incertitude. La réflexivité est toujours un processus modérateur. Finalement, une rencontre effective mène à un ajustement culturel des deux protagonistes.

#### Théorie de la communication dans les états d'assimilation, de déviance et d'aliénation
McGuire et McDermott postulent que l’état d’assimilation est atteint lorsque les immigrés se conforment aux normes et règles sociales de la culture nationale. Lorsqu’il y a conformité, le groupe national leur renvoie des renforcements positifs et la communication est dite « assimilative ». Lorsqu’il y a déviation par rapport à ces normes, la communication est dite « négligente » ou négative. Dans le cas de cette communication négligente, les immigrés peuvent ressentir une aliénation à la culture nationale et se sentir isolés et hors normes. Ce sentiment ou état d’aliénation peut ensuite être renforcé ou atténué par la réponse des membres de la culture nationale aux immigrés.

## Communication interculturelle comparative et interactionniste

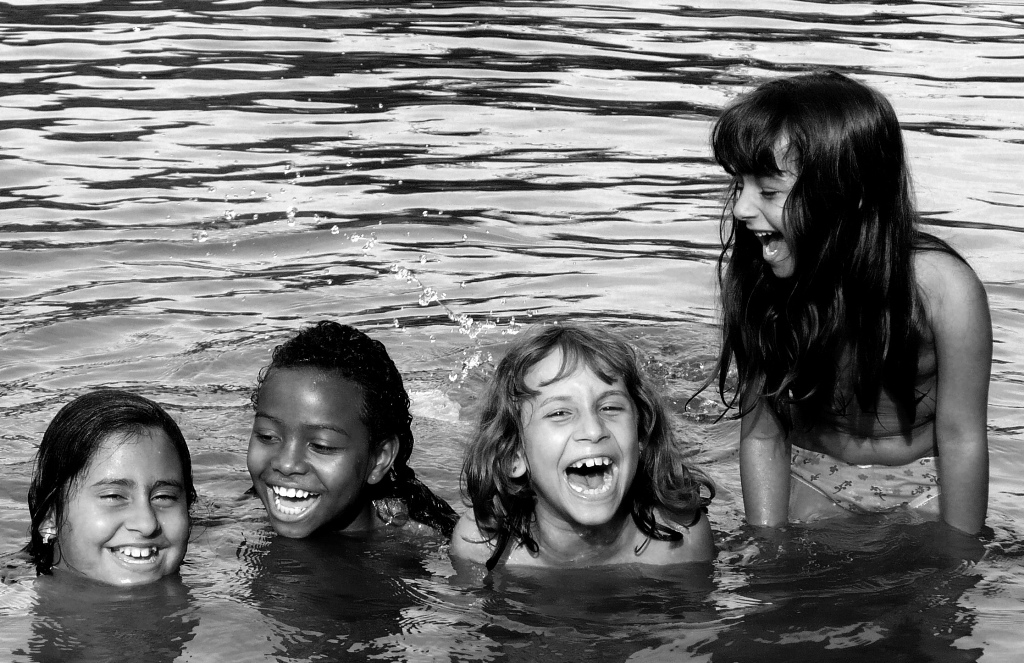
Enfants vivant dans une société multiculturelle.

L’angle d’analyse « comparatif-interactionniste » relatif à la communication interculturelle est celui le plus souvent envisagé par les chercheurs. C’est pourquoi, deux théories se situant chacune dans une des deux approches seront abordées en détail. Afin d’expliquer en quoi ces théories peuvent être utiles dans la vie quotidienne, une situation sera présentée et exemplifiera ces deux grandes théories.
Lakshmi et Maxime ne se connaissent pas. Lakshmi, est étudiante et habite en Inde. Le mois prochain, elle vient rendre visite à Vali, sa sœur, vivant en Belgique depuis de nombreuses années. Maxime, étudiant d’origine belge, habite à Bruxelles et est un ami de Vali.

### Approche comparative: théorie de la gestion de la face
« La théorie de la gestion de la face (en) » proposée par Ting-Toomey est un modèle théorique qui se situe dans une perspective comparative parce qu’il s’intéresse aux similarités et différences qui existent au niveau du fonctionnement psychologique de l’individu ou du groupe culturel. La « face » est définie par Ting-Toomey comme « la présentation d'une image de soi digne à un autre individu dans les relations interpersonnelles
 ».
Cet auteur utilise comme grille de comparaison l’individualisme et le collectivisme pour donner du sens au concept de soi qui fluctue selon les cultures. Ainsi, elle tente d’expliquer les différences interculturelles qui sont prises en compte dans la gestion des conflits mais aussi dans la communication interculturelle.
La « négociation de la face » ou « travail de la face » fait référence à « un ensemble de comportements communicatifs verbal ou non verbal utilisés par une personne lors d’une interaction ayant pour but de préserver sa dignité, sa face par rapport aux autres ». Ce travail permet tant de sauvegarder la face que de la récupérer si besoin. Par exemple, une personne ne se conduira pas de la même manière quand il est avec ses amis que lors d’un entretien d’embauche. Cette négociation de la face se différencie en fonction de l’appartenance des individus à une culture plutôt individualiste ou collectiviste.
Les recherches menées par plusieurs auteurs ,,mettent en avant que les personnes venant d’une culture individualiste auraient tendance à utiliser des stratégies orientées vers la sauvegarde de leur propre face en justifiant leurs actions ou en accusant la situation, alors que dans les cultures collectivistes, les personnes auront plus tendance à sauvegarder la face des autres plutôt que leur propre face. En effet, ils vont surtout utiliser des stratégies pour honorer la face de l’autre, en faisant attention à ne pas humilier l’autre en public et ceci au détriment de leur propre face. Par ailleurs, dans une situation telle qu’un conflit, les stratégies de sauvegarde de la face sont primordiales parce que la face est attaquée ou menacée ; il faut soit défendre sa propre dignité et/ou sauver celle de l’autre et cela dépend de la culture à laquelle on appartient.
Ting-Toomey émet quelques conditions à la réussite d’une communication interculturelle. Pour cet auteur, il serait nécessaire de connaître les différences culturelles existantes (individualisme, collectivisme, mais aussi image de soi, gestion de la face). De plus, il conviendrait d’être conscient de sa propre façon d’aborder le monde tout en prenant la perspective de l’autre en compte. Enfin, il faudrait développer des compétences en matière de communication adaptées aux situations.
Selon la théorie de la gestion de la face, le rapport de Maxime et Lakshmi avec la gestion de leur propre face serait analysé de manière séparée, au sein de leurs propres pays. Par exemple, en Belgique, la culture se révélerait être plutôt individualiste, ainsi, lorsque Maxime communique, il portera plus d’importance à la sauvegarde de sa propre face que de celle des autres. Par exemple, lorsqu’il arrive en retard à un rendez-vous avec son père, il va sauvegarder sa face en exprimant que cela est dû au retard de son train. En Inde, où la culture serait plutôt collectiviste, si Lakshmi se trouve dans la même situation, elle va s’excuser et ne va pas sauvegarder sa propre face. Elle va plutôt honorer la face de son père et par exemple lui assurer qu’elle n’arrivera plus en retard lors de leurs prochains rendez-vous.

#### Théorie de la négociation de l'identité
Par la suite, l’auteur a également développé la « théorie de la négociation de l’identité ». Dans cette théorie, la communication interculturelle résulterait d’une négociation entre les identités des intervenants au cours d’une interaction. Cette théorie reste dans une approche comparative tout en étant à la fois interactionniste parce qu’elle se concentre à la fois sur le fonctionnement psychologique des individus provenant de cultures différentes tout en prenant en compte l’influence du contact interculturel.
Tout d’abord, le fait de posséder une identification de soi-même stable et sûre - c’est-à-dire de s’identifier soi-même comme un type particulier de personne, « je m’auto-considère comme une étudiante » - permettrait aux personnes d’être plus ouvertes à l’interaction avec les membres d’autres cultures. À l’inverse, si l’individu se sent vulnérable, il développera un sentiment d’anxiété face à ce type d’interaction.
Parallèlement, les personnes susceptibles de ressentir un besoin élevé de sentiment d’appartenance auront plus tendance à valoriser leur propre groupe ainsi que les frontières entre les relations. De plus, les individus qui ont besoin de se différencier auront plus tendance à émettre de la distance entre les autres et eux-mêmes.
Selon cette théorie, les ressources pour une communication interculturelle dépendraient de divers facteurs déjà évoqués ci-dessus, comme le sentiment de sécurité versus la vulnérabilité, le sentiment d’appartenance  et de différenciation. Plus l’individu se sentira sécurisé par rapport à son identité, plus il aura une estime de soi positive. Par ailleurs, la motivation de l’individu à communiquer influencera également le degré avec lequel il développera des ressources pour interagir. En outre, les personnes possédant diverses ressources en communication, seraient plus enclines à créer ensemble des buts communs et à développer une compréhension mutuelle de leurs identités.
Nous retrouvons Lakshmi un mois plus tard, arrivant sur le sol belge. Elle découvre un nouveau pays, une autre culture… Elle rencontre Maxime, ami de sa sœur, lors d’un dîner. Lakshmi est quelqu’un qui s’auto-identifie de manière stable, elle sait qu’elle est étudiante et fiancée et est donc curieuse et intéressée par la culture de Maxime. Par contre, possédant un besoin d’appartenance à la culture indienne important, dans sa discussion avec Maxime, elle va accentuer les différences entre les indiens et les Belges.

### Approche interactionniste: théorie de l'accommodation communicative (TAC)
La théorie de l’accommodation communicative (TAC, communication accommodation theory) est une théorie se situant dans le courant de la communication interculturelle interactionniste. Elle analyse donc les rencontres entre individus de cultures différentes en insistant sur l’adaptation du discours en fonction des personnes rencontrées. La manière de parler et le discours sont modifiés selon diverses stratégies de communication mobilisant des identités personnelles et sociales. La TAC propose donc une analyse de la communication en tenant compte de l’analyse des facteurs macro et micro sociétaux. En effet, la théorie articule l’analyse des interactions à un niveau tant interpersonnel qu’intergroupe. La théorie postule que, lorsque les individus communiquent entre eux, ils utilisent des stratégies de communication pour se trouver à une distance sociale souhaitée,. Créée en 1987 , elle a pour origine la Théorie de l’Accommodation Verbale (TAV).
En discutant, Maxime et Lakshmi pourraient adapter leur façon de parler afin d’être les plus semblables possible. Par exemple, Maxime pourrait adapter son accent anglais et le teinter d’accent indien pour le rendre similaire à celui de son interlocutrice, accorder ses gestes… Au contraire, on pourrait aussi imaginer qu’ils augmentent les différences liées à leur groupe d’appartenance. Maxime pourrait par exemple fixer Lakshmi dans les yeux, la tutoyer ou lui faire la bise et alors peut-être la choquer.

#### Aux origines: la Théorie de l’Accommodation Verbale (TAV)
En 1982, Street et Giles proposent une première version de la Théorie de l’Accommodation Verbale (TAV) (Speech Accommodation Theory), consistant en une série de propositions. À travers celles-ci, elle tente d’expliquer les motivations qu’ont les individus à adapter leur discours en fonction de leur interlocuteur. Elle s’intéresse principalement aux stratégies linguistiques utilisées pour s’accommoder à un interlocuteur de culture différente.
Les propositions consistent en l’analyse des interactions en termes de stratégies de « convergence » et de « divergence ». La « convergence » est celle à travers laquelle les personnes « accommodent », adaptent leur comportement communicationnel afin qu’il soit plus semblable à celui de leur interlocuteur. La « divergence » est celle où les individus accentuent les différences entre leur interlocuteur et eux-mêmes. La stratégie de « maintenance », le plus souvent assimilé à la divergence, est celle où l’individu n’adapte pas son comportement à son interlocuteur. Ces stratégies se retrouveront dans la TAC.
Elles mettent en évidence deux principales fonctions de l’adaptation : la fonction affective et la fonction cognitive. Premièrement, en ce qui concerne la fonction affective, les individus vont opter pour la stratégie de « convergence » afin d’être plus similaire et de recevoir l’approbation de leur interlocuteur. Ils choisiront celle de la « divergence » pour se différencier de leur interlocuteur et maintenir une identité positive. Deuxièmement, concernant la fonction cognitive, la « convergence » sera adoptée afin de faciliter la compréhension du protagoniste. La « divergence » est quant à elle préférée pour rappeler à son interlocuteur sa non-appartenance à l’endogroupe de l’émetteur du message et donc prévenir les malentendus ou pour faire en sorte que le protagoniste modifie sa façon de parler pour être plus adapté à la situation d’interaction.
Vali, la sœur de Lakshmi parle français couramment. Lorsqu’elle discute avec Maxime, elle pourra utiliser la stratégie de « divergence » en accentuant son accent indien, pour se sentir indienne et donc maintenir une identité positive (fonction affective) et renforcer sa non-appartenance au groupe des Belges (fonction cognitive). En revanche, elle pourra adopter la stratégie de « convergence » en parlant avec Lakshmi : elle parle et utilise des gestes et une posture similaires pour recevoir son approbation (fonction affective) et faciliter la compréhension (fonction cognitive).

#### Principes fondateurs de la TAC
Dès sa création, la TAC devient de plus en plus complexe et multidisciplinaire. Elle est en effet développée et utilisée dans de nombreux domaines comme celui de l’interaction entre plusieurs générations, genres ou encore celui de la communication au sein des institutions.  Elle conserve les notions de la TAV, mais ne s’intéresse plus exclusivement aux accommodations linguistiques. Elle prend également en compte d’autres variables comme la perception et l’évaluation de la situation. En prenant en compte la perception qu’ont les individus par rapport à la situation, elle adopte un point de vue tant subjectiviste qu’objectiviste de la communication interculturelle. La TAC devient alors tellement complexe et liée aux contextes d’analyse des interactions qu’elle n’est plus à même d’analyser toutes les situations. C’est pourquoi une nouvelle version  est proposée,. Celle-ci suit le principe de parcimonie en diminuant les facteurs situationnels et tente d’être une théorie générale de la communication, s’adaptant à tous les contextes.
Trois hypothèses générales fondent la TAC. Premièrement, les interactions sont influencées par le contexte socio-historique et donc par les normes sociales du contact intergroupe qui en découlent. Deuxièmement, la communication mobilise des identités personnelles et sociales. Troisièmement, les individus adaptent leur comportement par des changements linguistiques, paralinguistiques et non verbaux selon la perception qu’ils ont des particularités individuelles de leur interlocuteur et des particularités du groupe auquel l’interlocuteur appartient. Une série de propositions sont développées à partir de celles-ci.
À travers ces propositions, la théorie analyse la communication entre deux individus ayant une orientation de départ concernant celle-ci. Durant le moment de l’interaction, les personnes vont s’accommoder psychologiquement : elles vont adapter leurs motivations et intentions à utiliser la stratégie de convergence ou de divergence. Elles vont également s’accommoder linguistiquement en adaptant leur manière de parler. Les stratégies de convergence et de divergence ne sont pas mutuellement exclusives ; la TAC considère l’interaction comme changeante et dynamique. Le comportement de l’interlocuteur va conduire à une certaine perception de celui-ci et à l’attribution de motivations. Celles-ci vont faire émerger de futures intentions qui modifieront l’orientation de départ lors de la prochaine interaction.
La TAC n’est pas uniquement réservée à une utilisation dans les situations de communication interculturelle. Dans le cadre de ces dernières, les dimensions de l’individualisme et du collectivisme expliquent l’importance accordée, au sein d’une culture donnée, à l’individu ou au groupe. Ces deux dimensions donnent des indications quant à la tendance plus ou moins élevée à l’identification à l’endogroupe. Les personnes appartenant à une société plus collectiviste vont accorder une grande importance à l’identification avec l’endogroupe tandis que les personnes appartenant à une société plus individualiste vont y accorder moins d’importance. 
La position d’un individu sur ces deux dimensions va donc orienter les stratégies d’accommodation mises en place dans la communication.
Par exemple, Lakshmi et Maxime discutent de la nourriture indienne et belge. Avant leur discussion, ils avaient tous les deux une orientation initiale la concernant, Maxime pensait que les indiens étaient gentils et cuisinaient épicé et Lakshmi pensait que les Belges ne cuisinaient pas bien mais avaient le sens de l’humour. Pendant la conversation, au début, ils utilisent la stratégie de « convergence » et ensuite plutôt celle de « divergence ». Lakshmi modifie quelque peu sa perception de départ et admet que les Belges cuisinent assez bien, mais moins bien que les indiens. Appartenant à une société plutôt collectiviste, elle va s’identifier fortement avec son endogroupe, celui des indiens, et cela va influencer les stratégies d’accommodation utilisées dans la communication.

#### Théories influençant la TAC
Théorie de la similarité-attraction
La TAV est basée sur la Théorie de la similarité-attraction, qui postule que plus la perception de la similarité interpersonnelle avec une personne est grande, plus l’attraction pour celle-ci va être grande. L’utilisation de la stratégie de « convergence » va faire en sorte que l’émetteur soit plus semblable au récepteur et donc plus attirant. La TAC va se distancier de cette théorie pour se rapprocher davantage de la Théorie de l’identité sociale.
Théorie de l’identité sociale
La TAC s’en inspire pour expliquer l’accommodation du discours en situation d’interaction : l’individu adapte sa façon de communiquer pour maintenir une identité personnelle et sociale positive. La théorie de l’identité sociale explique donc la motivation à utiliser la stratégie de divergence. Elle résulterait d’une volonté de mettre en évidence la différenciation avec l’exogroupe pour assurer une identité sociale positive.
Théorie de l’attribution causale
La Théorie de l’attribution causale,, a inspiré la TAC au niveau de la perception et de l’évaluation du comportement de l’interlocuteur. Quand le comportement d’un interlocuteur est évaluée positivement, il le sera d’autant plus lorsque ce comportement est attribué à une cause interne. En revanche, s'il est évalué négativement, il le sera moins lorsqu’il est attribué à une cause externe. À travers « l’erreur ultime d’attribution », la TAC explique que si une personne interagit avec une autre personne de son endogroupe, elle aura tendance à attribuer ses comportements souhaités comme étant internes alors qu’elle attribuera ses comportements non souhaités comme étant externes. Inversement, si un individu communique avec un membre de l’exogroupe, il attribuera ses comportements souhaités à une cause externe et ses comportements non souhaités à une cause interne.

## Formations et compétences en communication interculturelle

### Formations

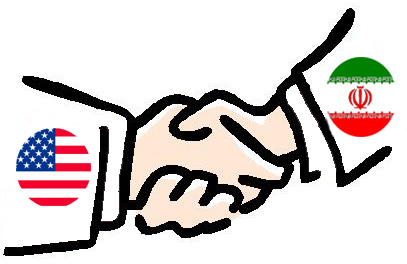

Dans le contexte actuel d’un monde traversé par la mondialisation et le développement des moyens de communication, les individus sont sans cesse amenés à rencontrer des personnes de cultures différentes,.
Il est dès lors intéressant de se former à la communication interculturelle ou du moins d’en connaître les bases. Le champ de la formation à la communication interculturelle est vaste et est repris dans The Handbook of Intercultural Communication,. 
Débutant avec Hall, la formation à la communication interculturelle a énormément évoluée. Les points de vue sur les programmes de formation sont passés d’une approche plutôt cognitive – simple récolte d’informations à propos d’une autre culture – à la prise en compte de l’expérience et des émotions que cela suscite.
En France, Margalit Cohen-Emerique développe une technique de formation à la communication interculturelle destinée aux travailleurs psycho-sociaux, la « Méthode des incidents critiques ». Elle peut néanmoins offrir des pistes de réflexion à tous les individus. Cette méthode consiste en la décentration par les chocs culturels. Ces derniers apparaissent lorsqu’un individu se trouve hors de son milieu socio-culturel, confronté à l’altérité. Cette méthode permet à l’individu de dépasser ce que l’auteur appelle les zones sensibles, les stéréotypes, les préjugés, les normes et les valeurs relatives à sa culture . Par la décentration, l’individu se rend compte de lui-même, de sa propre identité sociale. La décentration fait partie des trois étapes de « l’attitude interculturelle », enseignée lors des formations des travailleurs psycho-sociaux ,. La deuxième étape est l’entrée dans la culture de l’Autre, c’est-à-dire vivre la culture de l’Autre du point de vue de ce dernier, s’informer, écouter sans interpréter et être attentif au comportement non-verbal,. La troisième étape consiste en la négociation, la résolution des conflits interculturels par la recherche d’un compromis, qui respecte l’identité culturelle de chacun ,. Ces trois étapes ne suivent pas un ordre chronologique mais font partie d’un processus dynamique.

### Compétence Interculturelle
Les recherches concernant la compétence interculturelle constituent un vaste domaine de recherche, spécifiquement dans celui du management, du travail au sein des entreprises et de l’éducation ,. La compétence interculturelle est essentielle dès que plusieurs individus de cultures différentes sont en contact, notamment dans le cadre du travail.
La définition de la compétence interculturelle, tout comme celle de la communication interculturelle, est difficile à établir et ne fait pas consensus dans la littérature scientifique. En effet, la compétence interculturelle étant propre à chacun et donc subjective à la culture de chaque individu, il est dès lors difficile d’en donner une définition . La compétence interculturelle est la faculté de saisir les particularités d’une rencontre interculturelle de manière à se comporter de façon que le message soit compris et bien interprété. Deardorff  et Lloyd et Härtel  identifient trois catégories de la compétence interculturelle : cognitive, affective et comportementale.
Certains auteurs définissent la compétence interculturelle comme étant spécifique à une culture donnée et d’autres la considèrent comme plutôt générale, à mobiliser dans tous les contacts interculturels. Brislin et Yoshida  dénoncent la conception selon laquelle les compétences requises pour la communication interculturelle ne seraient que l’accumulation d’un savoir particulier à chaque culture. Parmi les auteurs prônant l’existence d’une compétence interculturelle générale, certains optent pour une approche biologisante et tentent de trouver les traits de personnalité liés à la compétence interculturelle. Les traits généralement mis en évidence dans les recherches sont l’empathie, l’ouverture, la stabilité émotionnelle, l’autocritique et la capacité d’observation. D’autres auteurs critiquent cette approche et envisagent la compétence interculturelle comme le résultat d’un apprentissage qui évolue au cours des expériences.